# إيرو ماركانين
إيرو ماركانين (بالفنلندية: Eero Markkanen)‏ (3 يوليو 1991 يوفاسكولا فنلندا - ) هو لاعب كرة قدم فنلندي، يلعب كمهاجم.

## وصلات خارجية
إيرو ماركانين على موقع الاتحاد الأوربي (الإنجليزية)
- إيرو ماركانين على موقع قاعدة بيانات كرة القدم.إي يو (الإنجليزية)
- إيرو ماركانين على موقع ناشيونال فوتبول تيمز (الإنجليزية)
- إيرو ماركانين على موقع Soccerbase.com (لاعب) (الإنجليزية)
- إيرو ماركانين على موقع Soccerway.com (الإنجليزية)
- إيرو ماركانين على موقع عالم كرة القدم.نت (الإنجليزية)